# Die Tätowierung
Die Tätowierung (jap. 刺青, Irezumi) ist ein japanischer Spielfilm der Daiei-Studios von Regisseur Yasuzō Masumura aus dem Jahr 1966. Das Drehbuch stammt von Kaneto Shindō und basiert – vor dem historischen Hintergrund der späten Edo-Zeit – auf der gleichnamigen Erzählung von Jun’ichirō Tanizaki, einem bekannten Autor des japanischen Ästhetizismus.
Die Inszenierung handelt von einer Unabhängigkeit liebenden Frau, die einem vorbestimmten Leben entflieht, zwangsweise in die Prostitution gedrängt wird und schließlich rachsüchtig die Männer ausnimmt. Als sichtbares Zeichen einer Geisha wird sie mit jener titelgebenden Tätowierung versehen – einer übergroßen Spinne auf dem Rücken; die Tat bewirkt eine Persönlichkeitstransformation.

## Handlung
Um einer von den Eltern arrangierten Verheiratung zu entgehen, überredet die selbstbewusste, aus gutem Hause stammende Tsuya ihren ängstlichen Liebhaber Shinsuke, einem tugendhaften Bediensteten der Familie, zur gemeinsamen Flucht. Die mutige Schönheit sieht keinen anderen Ausweg, da ihr schüchterner Geliebter, Angehöriger eines niederen sozialen Standes, keinesfalls als potentieller Heiratskandidat in Frage kommt. Auf einem schwimmenden Gasthaus des zwielichtigen Gonji, einem vermeintlichen Freund der Familie, kommt das Liebespaar schließlich unter. Gonji gewährt den beiden eine sichere Unterkunft, ist jedoch nur scheinbar hilfsbereit. Er verfolgt eigene Interessen. Hierfür kontaktiert er heimlich Tsuyas Familie um Geld für eine angebliche Suchaktion zu erbitten. Dabei erfährt er, dass Tsuyas Vater seine undisziplinierte Tochter verstößt.
Als dem Paar allmählich das Geld ausgeht und Shinsuke gezwungenermaßen die Behausung verlässt, um etwas zu verpfänden, versucht Gonji Tsuya zu vergewaltigen, doch diese wehrt ihn entschieden ab. Der gedemütigte Gonji wählt eine rücksichtslose Vorgehensweise. Im Beisein seiner involvierten Gattin verkauft er Tsuya an den alternden Mädchenhändler Tokubei, dessen Schergen die wehrlose Frau in ein Geisha-Haus verschleppen. Gleichzeitig versucht Gonji Shinsuke in einen Hinterhalt zu locken und ihn töten zu lassen. Doch der geplante Auftragsmord misslingt, Shinsuke tötet seinen Attentäter in Notwehr und flieht. Als Unterprivilegierter führt er fortan ein bedauernswertes Leben; nebenbei sucht er nach dem Aufenthaltsort seiner großen Liebe.
Derweil erhält die mit Drogen ruhig gestellte Tsuya auf Drängen ihres Patrons Tokubei vom begnadeten Hautbildstecher Seikichi eine riesige männerfressende Joro-Spinne auf ihren Rücken tätowiert als sichtbares Zeichen männlicher Dominanz. Mit der Tätowierung möchte Tokubei außerdem die anziehende Wirkung seines Neuzugangs steigern, was ihm auch gelingt. Die zur Arbeit in einem Geisha-Haus gezwungene Frau wählt einen neuen Namen, Somekichi, und setzt fortan ihre Schönheit ein, um sich an ihren Peinigern zu rächen. Sie wird eine begehrte Geisha, die wie die übergroße Spinne auf ihrem Rücken ein Netz der Rache spinnt, in dem Feinde eingeschlossen werden. Tsuya findet bald Gefallen an ihrem auferlegten Leben als Geisha und „blutet“ über Monate alle Männer, die ihre Dienste in Anspruch nehmen, finanziell aus.
Zeitlich versetzt erkennt der Tätowierer Seikichi, der zuvor seine Seele in das Meisterwerk eingearbeitet hat, sein persönliches Scheitern und beendet seine Laufbahn als Hautkünstler. Er wird auf diese Weise das erste Opfer Somekichis; fortan beobachtet er ihren Werdegang.
Als freie Geisha gibt Somekichi vor, Gonji heiraten zu wollen, jenen Mann, der sie einst verkaufte und in die Prostitution zwang, wenn dieser sich zuvor seiner Gattin entledigt. Just in diesem Moment begegnet sie dem völlig verarmten Shinsuke. Somekichi nimmt ihn bereitwillig auf. Die gefühlskalte, mit einer Hassliebe zu ihrer Spinne verbundene Frau öffnet sich ihrem komplexbeladenen Liebhaber, der seit seinem Totschlag beseelt ist, sich der Justiz zu stellen. Tsuya bittet ihn dies zu unterlassen und stattdessen bei ihr zu verweilen; Shinsuke willigt schweren Herzens ein. Nachdem sich Somekichi an Gonji rächt – der anwesende Shinsuke tötet im Handgemenge den wütenden Angreifer – verstärkt sich allerdings Shinsukes zwanghafter Drang der Selbstanzeige. Der Anschlag wird vom Tätowierer Seikichi beobachtet, ebenso wie eine weitere Tat, die Shinsuke nach einer missglückten Intrige Tsuyas vollführt und dabei Tokubei tötet. Spätestens jetzt ist es um den dreifachen Mörder Shinsuke geschehen. Er verfällt in eine depressive Phase, klagt und jammert fürchterlich. Die lebenshungrige Somekichi entfremdet sich so von ihrem Liebhaber. Sie verliebt sich schließlich in einen Kunden des Schwertadels, in den Samurai Serizawa, der sich ihrer Dienste bedient.
Der eifersüchtige und todessehnsüchtige Shinsuke wird so zur tragischen Figur. Nach einer Misshandlung und weiteren Auseinandersetzungen versucht Shinsuke seine ehemaligen Geliebte zu töten. Das Opfer versteht es jedoch, den naiven Mann zu manipulieren und ihn letztlich kaltblütig zu töten. Der Tätowierer beobachtet abermals eine blutige Tötung, bei der sein Kunstwerk anwesend ist. Er beschließt regulierend einzugreifen und dem Treiben ein Ende zu setzen. Seikichi ermordet seine Joro-Spinne und somit auch Somekichi. Anschließend wählt er den Freitod.

## Veröffentlichung
Der Film wurde erstmals am 15. Januar 1966 in Japan veröffentlicht. Die deutsche Erstaufführung erfolgte am 24. Mai 2007 auf dem deutsch/französischen Kulturkanal ARTE in Originalsprache mit deutschen Untertiteln. Seit der deutschen DVD-Erscheinung am 16. November 2007 wird der Film auch unter dem Titel Irezumi – Spider Tattoo vertrieben.

## Kritiken
Das Lexikon des internationalen Films schrieb, der Film sei eine in „kräftigen Primärfarben inszenierte, erotisch aufgeladene Rachegeschichte.“ Des Weiteren könne der Film als „Machtkampf zwischen den Geschlechtern interpretiert werden“ und biete auch einige erotische „Schauwerte“.